# 高知海軍航空隊

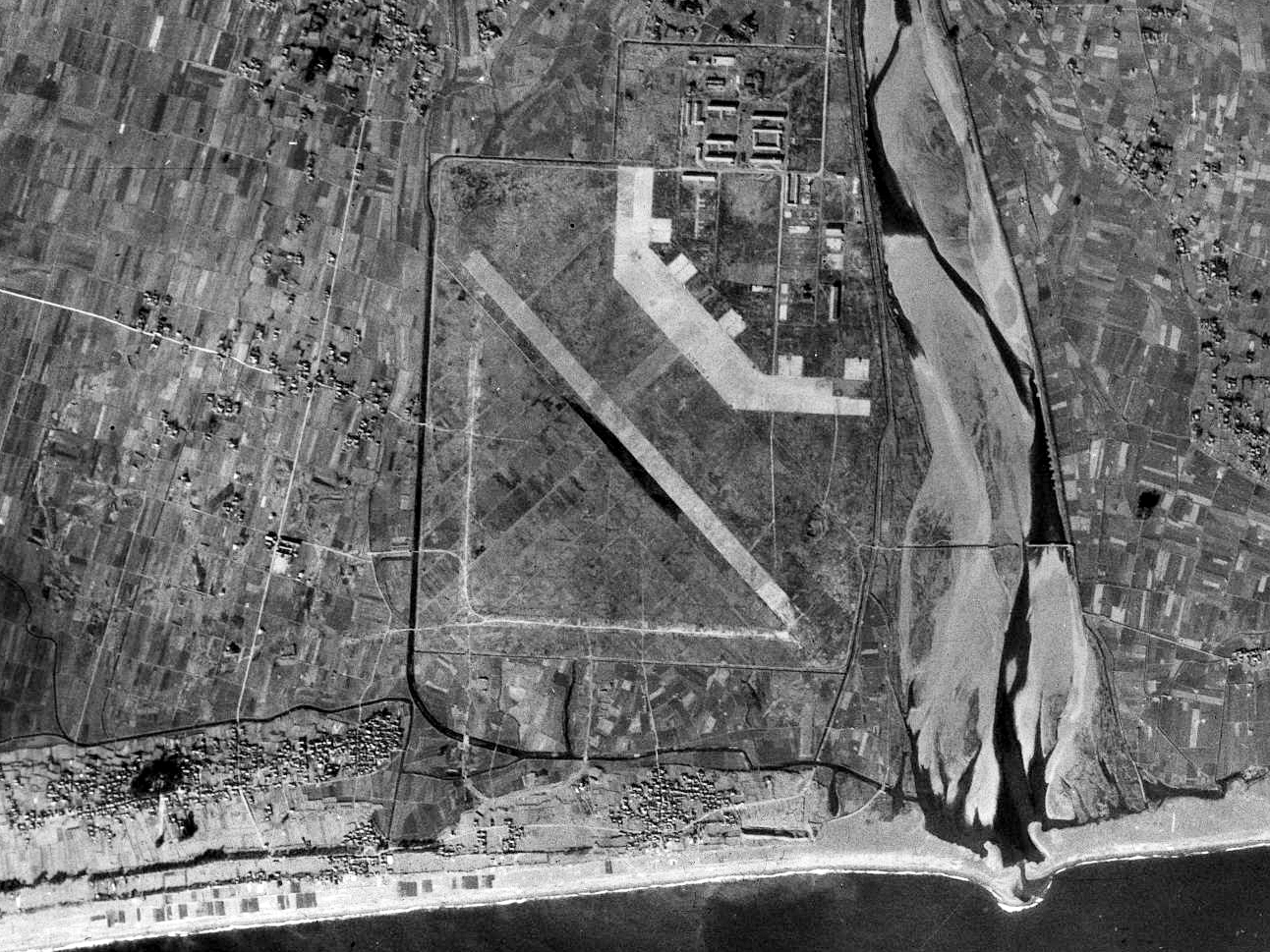
高知海軍航空隊基地跡（1947年）
現在の高知空港の一部となっている。

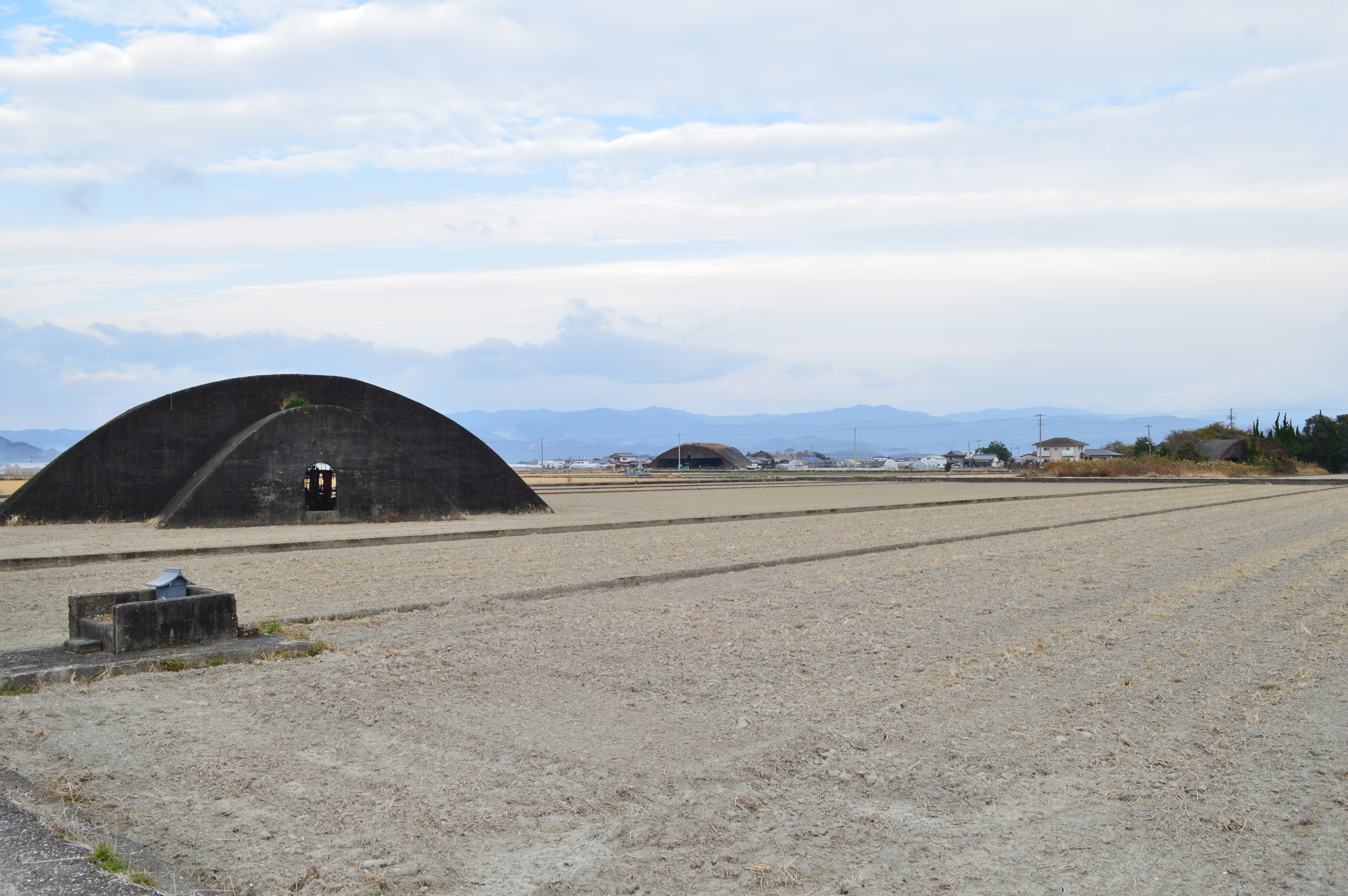
前浜掩体群

高知海軍航空隊（こうちかいぐんこうくうたい）は、日本海軍の部隊の一つ。偵察専修搭乗員の教育を推進するため、偵察機に搭乗するまでの初歩練習を推進した。しかし決戦体制に移行した1945年（昭和20年）3月以降は、特攻実施部隊となって沖縄戦に参加した。　

## 沿革
- 1944年（昭和19年）
  - 3月15日 - 開隊、練習連合航空総隊第十三連合航空隊隷下。
  - 4月1日 - 乙飛18期偵察専修生300名（三重海軍航空隊卒）入隊。
  - 5月25日 - 甲飛13期偵察専修生450名（鹿児島海軍航空隊・松山海軍航空隊卒）入隊。
  - 7月25日 - 甲飛13期偵察専修生350名（鹿児島空・松山海軍航空隊宇和島分遣隊卒）入隊。
  - 8月1日 - 甲飛13期偵察専修生130名（鹿児島空卒）入隊。
  - 9月1日 - 甲飛13期偵察専修生210名（松山空卒）入隊。
  - 10月14日 - 飛行訓練中の白菊2機が接触墜落、
  - 11月1日 - 甲飛13期偵察専修生450名（三重海軍航空隊奈良分遣隊卒）入隊。
- 1945年（昭和20年）
  - 3月1日 - 作戦実施部隊に改編、第五航空艦隊指揮下に入る。飛行教育凍結。
  - 4月1日 - 第三航空艦隊第十二航空戦隊に転籍。
  - 5月5日 - 白菊全機を特攻機に指定、特攻訓練開始。
  - 5月22日 - 特攻隊、鹿屋飛行場に進出。
  - 5月24日 - 「菊水七号作戦」発動。徳島海軍航空隊と共同で白菊20機出撃。揚陸艦・輸送駆逐艦各1撃破、8機未帰還。
  - 5月25日 - 「菊水七号作戦」続行。徳島空と共同で出撃したが、天候不良で断念。1機未帰還。
  - 5月27日 - 「菊水八号作戦」発動。白菊20機出撃。駆逐艦「ドレクスラー」撃沈。11機未帰還。
  - 6月21日 - 「菊水十号作戦」発動。白菊8機出撃。揚陸艦1隻撃沈。5機未帰還。
  - 6月25日 - 徳島空の「神風特攻隊徳島第五白菊隊」に2機協力。戦果なし、2機とも未帰還。
  - 6月26日 - 鹿屋飛行場白菊隊、全機出撃。戦果なし。高知空の白菊1機未帰還。

- 以後、高知空からの特攻隊派遣、出撃はなかった。菊水作戦終了後、高知空では約60機の白菊が残存していて、その半数を新設の窪川飛行場（高知第三基地とも。当時の幡多郡窪川町大字宮内）に派遣して、飛行訓練を行った。なお、飛行練習生たちは陣地構築や陸戦訓練を行った。

- 8月20日 - 解隊

連合軍の施設接収はサンフランシスコ講和条約まで続く。以後、高知空港として民間に開放されている。「高知龍馬空港」の愛称で親しまれている一方、高知空時代の掩体壕が7基現存していることでも知られている（前浜掩体群）。

## 主力機種
- 白菊 (航空機)

## 歴代隊司令
- 山本栄 大佐：1944年（昭和19年）3月15日 - 1944年7月10日
- 加藤秀吉 大佐：1944年（昭和19年）7月10日 - 1945年（昭和20年）8月25日[1]、以後9月30日まで新任司令の発令無し
- 岡村基春 大佐： 1945年（昭和20年）9月30日 - 1945年10月15日